# Тёсё
Тёсё или Тёдзё (яп. 長承 тё:сё:, тё:дзё:) — девиз правления (нэнго) японского императора Сутоку, использовавшийся с 1132 по 1135 год .

## Продолжительность
Начало и конец эры:
- 11-й день 8-й луны 2-го года Тэнсё (по юлианскому календарю — 21 сентября 1132);
- 27-й день 4-й луны 4-го года Тёсё (по юлианскому календарю — 10 июня 1135).

## Происхождение
Название нэнго было заимствовано из 6-го цзюаня классического древнекитайского сочинения Ши цзи:「長承聖治、群臣嘉徳」.

## События
- 1132 год (1-я луна 1-го года Тёсё) — Фудзивара-но Тадасанэ получил знак благосклонности императора[5];
- 1132 год (3-я луна 1-го года Тёсё) — дайдзё тэнно Тоба решил построить себе дворец; ответственность за строительство была возложена на Тайру-но Тадамори (потомок императора Камму), который после завершения строительных работ был вознагражден и наречён губернатором острова Цусима[5];
- 1132 год (3-я луна 1-го года Тёсё) — император Сутоку совершил паломничество на гору Коя-сан[5];
- 1 августа 1133 год (29-й день 6-й луны 2-го года Тёсё) — дайдзё тэнно Тоба пригласил во дворец как свою супругу дочь Фудзивары-но Канэдзанэ, будущую Кая-но Ин (1095—1155)[6];
- 1133 год (19-й день 3-й луны 3-го года Тёсё) — дочь Канэдзанэ стала императрицей (но наследников так и не родила)[6];
- 1134 год (3-я луна 3-го года Тёсё) — император посетил храмы Касуга тайся, Хиёси тайся, Ивасимидзу и Камо[5].

Эра Тёсё известна как голодные годы.
Камо-но Тёмэй в своей книге Записки из кельи (яп. 方丈記 Ходзёки) так описывает события тех лет:
…в те годы, когда на престоле был Сутоку-ин, кажется в годы Тёдзё (1132—1134 гг.) […] — В те годы свирепствовала моровая язва
перевод Н. И. Конрада

## Сравнительная таблица
Ниже представлена таблица соответствия японского традиционного и европейского летосчисления. В скобках к номеру года японской эры указано название соответствующего года из 60-летнего цикла китайской системы гань-чжи. Японские месяцы традиционно названы лунами.
| 1-й год Тёсё (Водяная Крыса)     | 1-я луна        | 2-я луна*  | 3-я луна  | 4-я луна* | 4-я луна* (високосная) | 5-я луна  | 6-я луна*  | 7-я луна*   | 8-я луна    | 9-я луна   | 10-я луна  | 11-я луна*    | 12-я луна              |
| -------------------------------- | --------------- | ---------- | --------- | --------- | ---------------------- | --------- | ---------- | ----------- | ----------- | ---------- | ---------- | ------------- | ---------------------- |
| Юлианский календарь              | 20 января 1132  | 19 февраля | 19 марта  | 18 апреля | 17 мая                 | 15 июня   | 15 июля    | 13 августа  | 11 сентября | 11 октября | 10 ноября  | 10 декабря    | 8 января 1133          |
| 2-й год Тёсё (Водяной Бык)       | 1-я луна        | 2-я луна*  | 3-я луна  | 4-я луна* | 5-я луна*              | 6-я луна  | 7-я луна*  | 8-я луна*   | 9-я луна    | 10-я луна  | 11-я луна* | 12-я луна     |                        |
| Юлианский календарь              | 7 февраля 1133  | 9 марта    | 7 апреля  | 7 мая     | 5 июня                 | 4 июля    | 3 августа  | 1 сентября  | 30 сентября | 30 октября | 29 ноября  | 28 декабря    |                        |
| 3-й год Тёсё (Деревянный Тигр)   | 1-я луна        | 2-я луна   | 3-я луна* | 4-я луна  | 5-я луна*              | 6-я луна* | 7-я луна   | 8-я луна*   | 9-я луна*   | 10-я луна  | 11-я луна  | 12-я луна*    | 12-я луна (високосная) |
| Юлианский календарь              | 27 января 1134  | 26 февраля | 28 марта  | 26 апреля | 26 мая                 | 24 июня   | 23 июля    | 22 августа  | 20 сентября | 19 октября | 18 ноября  | 18 декабря    | 16 января 1135         |
| 4-й год Тёсё (Деревянный Кролик) | 1-я луна        | 2-я луна*  | 3-я луна  | 4-я луна* | 5-я луна               | 6-я луна* | 7-я луна   | 8-я луна*   | 9-я луна*   | 10-я луна  | 11-я луна* | 12-я луна     |                        |
| Юлианский календарь              | 15 февраля 1135 | 17 марта   | 15 апреля | 15 мая    | 13 июня                | 13 июля   | 11 августа | 10 сентября | 9 октября   | 7 ноября   | 7 декабря  | 5 января 1136 |                        |

* звёздочкой отмечены короткие месяцы (луны) продолжительностью 29 дней. Остальные месяцы длятся 30 дней.